# Phyllotis vaccarum
Phyllotis vaccarum es una especie de roedor cricétido del género Phyllotis, cuyos integrantes son denominados comúnmente ratones orejudos o pericotes. Habita en el oeste y noroeste del Cono Sur de Sudamérica.

## Taxonomía
Descripción original
Este taxón fue descrito originalmente en 1912 por el mastozoólogo británico Michael Rogers Oldfield Thomas, ubicándolo como una subespecie de Phyllotis darwini.
Localidad tipo
La localidad tipo referida es: “Las Vacas (Punta de Vacas) en las coordenadas: 32°51′S 69°45′O / -32.850, -69.750, a una altitud de 2500 msnm, departamento Las Heras, Mendoza, Argentina”.
Es una pequeña población de montaña situada en la conjunción de tres valles, a la vera de la ruta nacional 7, a 30 km al oriente del límite con Chile.
Holotipo
El ejemplar holotipo designado es el catalogado como: BMNH 2. 2.5.51; se trata de un viejo macho que fue capturado el 15 de noviembre de 1901 por  P. O. Simons. Fue depositado en el Museo Británico y transferido al Museo de Historia Natural, de Londres, Inglaterra.
Etimología
Etimológicamente, el término genérico Phyllotis se construye con palabras en el idioma griego, en donde: phyllon, phyllou significa ‘hoja’ y ous, otos es ‘oreja’.
El epíteto específico vaccarum es un topónimo que refiere a la localidad donde fue colectado el ejemplar tipo: Punta de Vacas. Deriva del genitivo plural latino del término vacca: ‘vaca’.

### Caracterización y relaciones filogenéticas
Phyllotis vaccarum es una especie de tamaño mediano respecto a las del género Phyllotis, con una longitud corporal total promedio de 235 mm. Tiene un pelaje dorsal de color que va de gris algo ocre a un tono marrón ocre, veteado de pelos negros; los flancos y mejillas exhiben una franja de desarrollo variable de color castaño amarillento claro; el vientre es predominantemente blanquecino, en algunos individuos este también muestra una raya pectoral beige; pelos completamente blancos se presentan en manos, pies y en una pequeña área en el mentón; los ojos están rodeados de un fino anillo negruzco; las orejas están densamente cubiertas de pelos marrón negruzco (tonalidad que se va aclarando a mayor altitud); la cola es fuertemente bicolor, marrón negruzco por arriba y blanco grisáceo por abajo.
Posee un cariotipo de 2n = 38, FNa = 72, compuesto totalmente por cromosomas biarmados.
Pertenece al “complejo de especies Phyllotis xanthopygus”.

### Historia taxonómica
Hasta el año 2021, Phyllotis vaccarum fue tratado como una subespecie de Phyllotis xanthopygus (y originalmente de Phyllotis darwini).
Estudios basados en evidencia molecular sugirieron que P. xanthopygus constituía en realidad un complejo de especies, caracterizado por clados geográficamente estructurados y genéticamente divergentes. En el año 2021, un estudio efectuado por los investigadores Jorge Pablo Jayat, Pablo Teta, Agustina A. Ojeda, Scott J. Steppan, Jared M. Osland, Pablo Edmundo Ortiz, Agustina Novillo, Cecilia Lanzone y Ricardo Alberto Ojeda, analizó poblaciones del taxón en sentido amplio que están distribuidas en las laderas orientales de los Andes centrales, contrastando así dicha hipótesis filogenética molecular con evidencia morfométrica, utilizando análisis univariados y multivariados. Como resultado se reconocieron 4 clados a los que les correspondería un nivel de especie, por lo que procedieron a elevar a la otrora subespecie al nivel de especie plena: Phyllotis vaccarum, gracias al fuerte apoyo de evidencia morfológica y molecular cuantitativa.
Si bien Phyllotis rupestris Gervais, 1841 tendría la prioridad para denominar a este taxón (por ser de mayor antigüedad), dicho nombre presenta dos inconvenientes insuperables para ser empleado: su localidad típica es ambigua (“Un agujero entre rocas en las altas montañas de Cobija”) y su holotipo está perdido, de allí que, para designarlo como sénior, se haya optado por un nombre más moderno pero ya muy empleado en la literatura científica y con tipo y localidad conocida, para de este modo favorecer la estabilidad taxonómica.

## Distribución geográfica y hábitat
Phyllotis vaccarum se distribuye en las laderas oriental y occidental del centro de la cordillera de los Andes, tanto en las regiones de Cuyo y del noroeste de la Argentina, como en áreas vecinas de Chile. Como lo muestra un estudio de 2023, es capable de vivir en alturas de más de 6.000m s. n. m., con temperaturas siempre negativas y un nivel de oxígeno de sólo el 44% del que se encuentra a nivel del mar, lo que anonada a los biólogos: hasta los 6739 m s. n. m., esta última resulta ser la elevación a mayor altura registrada para cualquier población de un vertebrado.
En la Argentina vive desde aproximadamente la latitud 24° sur, en el sudoeste de Jujuy, hasta los 36° sur, en el noreste del Neuquén, incluyendo sectores de las provincias de Salta, Tucumán, Catamarca, La Rioja, San Juan, Mendoza y San Luis, siendo probable también su presencia en sierras rocosas aisladas en Santiago del Estero. En Chile vive en las laderas andinas occidentales, desde Atacama hasta la Provincia de Talca.
Habita en ambientes serranos o montañosos, con vegetación xerófila de estepas o arbustales, en hábitats rocosos que pueden llegar a ser desérticos. Se encuentra en las ecorregiones de la Puna, altos Andes, monte y Chaco.
En parte de su distribución es simpátrica y sintópica con otra especie congenérica: P. pehuenche.